# Emilio Casals Parral
Emilio Casals Parral (Reus, 10 de juliol de 1927 - 15 de setembre de 2011) fou un advocat i polític català.

## Biografia
Estudià batxillerat als jesuïtes de Saragossa, es llicencià en dret i econòmiques a la Universitat de Deusto, i es diplomà en alta direcció d'empreses a l'IESE. El 1960 ocupà un càrrec en el Sindicat del Metall dins del Sindicat Vertical; més tard treballà com a empresari i fou vocal de la Cambra de Comerç i Indústria de Reus. Ha estat membre del Col·legi d'Advocats de Reus, del Col·legi d'Agents d'Assegurances i de la Cambra de Comerç.
A les eleccions generals espanyoles de 1977 i 1979 fou escollit senador de la UCD per la circumscripció de Tarragona, en la primera legislatura fou Secretari Primer del Senat d'Espanya. Fou membre de la Comissió dels 21, encarregada de redactar l'Estatut d'Autonomia de Catalunya.
Fou membre de Centristes de Catalunya fins al 1982, any en què formà part del Partit Demòcrata Popular, que es presentà en coalició amb Aliança Popular, amb el que a les eleccions al Parlament de Catalunya de 1984 fou elegit diputat per la circumscripció de Tarragona. Fou membre del Consell Assessor d'Ensenyament i Cultura de la Generalitat de Catalunya.